# Тања
„Тања” је југословенски ТВ филм из 1969. године. Режирао га је Здравко Шотра а сценарио је написао Алексеј Арбузов

## Улоге
| Глумац               | Улога |
| -------------------- | ----- |
| Маја Димитријевић    |       |
| Капиталина Ерић      |       |
| Александар Хрњаковић |       |
| Невенка Микулић      |       |
| Србољуб Милин        |       |
| Љубиша Самарџић      |       |
| Власта Велисављевић  |       |
| Јанез Врховец        |       |